# Ulrichsplatz (Augsburg)

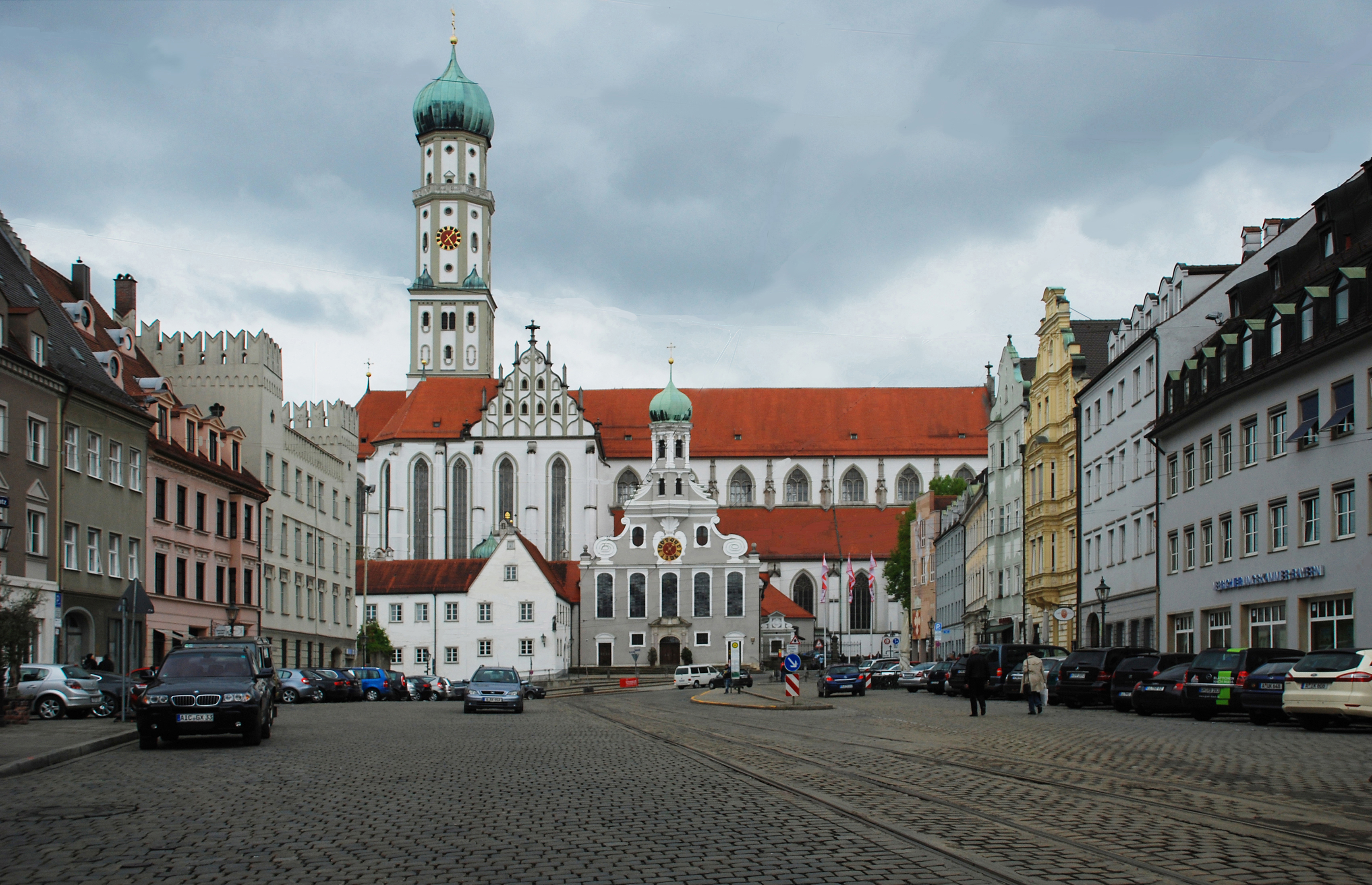
Blick auf den Ulrichsplatz

Der Ulrichsplatz befindet sich am südlichen Ende der Augsburger Maximilianstraße und bildet damit einen Bestandteil der sogenannten Kaisermeile. Von Osten münden der Milchberg, von Südwesten die Weite Gasse und von Nordwesten die Armenhausgasse in den Platz ein. Im Norden führt neben der Maximilianstraße auch die schmale Gasse Afrawald auf den Platz. Im Osten und Westen wird der Platz jeweils von historischen Bürgerhäusern eingerahmt und im Süden grenzen die katholische Stadtpfarrkirche St. Ulrich und Afra sowie die evangelische Ulrichskirche an.

## Geschichte
Der Platz besteht seit vielen Jahrhunderten. Auf alten Karten, wie etwa auf dem Seldplan (1521) oder dem Kilianplan (1626), lässt sich eine platzartige Aufweitung vor der Ulrichskirche ausmachen. In dieser Zeit befand sich ein Brunnen auf dem Ulrichsplatz. Er wurde 1551 und 1664 erneuert, bevor er schließlich 1695 gänzlich abgetragen wurde.
Im Jahre 1806 kam die freie Reichsstadt Augsburg zum Königreich Bayern. In diesem Zuge bekam der Platz zu Ehren des ersten Bayernkönigs Maximilian I. den Namen Maximiliansplatz. Zwei Jahre später zog der Kornmarkt auf den Platz und blieb dort bis 1874.
Anlässlich der 1000-Jahr-Feier der Lechfeldschlacht am 14. August 1955 bekam der Platz seinen den alten Namen zurück.